# Ćirikovac
Ćirikovac (Ћириковац), pronunțat în limba română Ciricovaț, este un sat situat în partea de est a Serbiei, în Districtul Braničevo. Aparține administrativ de comuna Požarevac. La recensământul din 2002 localitatea avea 1407 locuitori.